# The Black Donnellys
The Black Donnellys är en amerikansk dramaserie från 2007, skapad av Oscarsbelönade Paul Haggis och Robert Moresco. Serien började sändas på NBC den 26 januari, 2007 och i Sverige 1 juni, 2008 på Kanal 5. Michael Stahl-David, Jonathan Tucker, Tom Guiry, Olivia Wilde, Billy Lush, Kirk Acevedo och Keith Nobbs har huvudrollerna i serien.
Serien sändes i amerikansk TV (NBC) från den 26 februari till och med den 2 april under 2007. Därefter började serien sändas (strömmas) via NBC:s webbplats (dock sändes avsnittet "God Is a Comedian Playing to an Audience Afraid to Laugh" redan innan, då materialet i avsnittet ansågs vara för våldsamt för TV). Den 14 maj 2007 lades serien ner helt och NBC har sedan dess inte kommenterat showen.

## Handling
Serien handlar om fyra unga irländska bröder som dras in i New Yorks brottslighet. De måste skydda sig själva och varandra, samtidigt som de tampas med problem mellan varandra.

## Huvudroller
- Sean Donnelly - Michael Stahl-David
- Tommy Donnelly - Jonathan Tucker
- Jimmy Donnelly - Tom Guiry
- Jenny Reilly - Olivia Wilde
- Kevin Donnelly - Billy Lush
- Nicky Cottero - Kirk Acevedo
- Joey Ice Cream - Keith Nobbs

## Säsong 1
| - 1 - Pilotavsnitt - 2 - A Stone of the Heart - 2.5 - God Is a Comedian Playing to an Audience Afraid to Laugh - 3 - The World Will Break Your Heart - 4 - Lies - 5 - Run Like Hell - 6 - The Only Thing Sure | - 7 - In Each One a Savior - 8 - All of Us Are in the Gutter - 9 - When the Door Opens - 10 - Wasn't That Enough? - 11 - The Black Drop - 12 - Easy Is the Way |